# Andrzej Kopczyński
Andrzej Kopczyński (ur. 18 lutego 1935 w Wilnie, zm. 4 marca 2017 w Brwinowie) – polski filolog, anglista, wykładowca Uniwersytetu Warszawskiego, tłumacz konferencyjny.

## Życiorys
W 1958 ukończył studia w Katedrze Filologii Angielskiej Uniwersytetu Warszawskiego, od 1956 do 1962 pracował jako lektor języka angielskiego w Akademii Medycznej w Warszawie, od 1960 do 1965 jako lektor języka angielskiego na Uniwersytecie Warszawskim. W latach 1965–1972 był wykładowcą Wyższego Studium Języków Obcych, w 1969 obronił pracę doktorską z językoznawstwa angielskiego. W latach 1972–2005 pracował w Instytucie Lingwistyki Stosowanej Uniwersytetu Warszawskiego, w latach 1972–1980 kierował Zakładem Translatoryki, w latach 1980–1983 kierował Studium Języków Obcych UW, habilitował się w 1979 z lingwistyki stosowanej (teorii tłumaczenia).
W latach 1983–1989 pracował na Uniwersytecie w Konstantynie w Algierii. W 1989 powrócił do pracy w Instytucie Lingwistyki Stosowanej UW, w 1997 został mianowany profesorem UW, w latach 1998–2002 był dyrektorem Instytutu.
Należał do założycieli i był pierwszym prezesem (1981–1985) Stowarzyszenia Tłumaczy Polskich.
Był autorem wielu prac poświęconych teorii przekładu, opublikował monografie: Readings in international relations. Political, economic, legal, diplomatic texts, documents, terminology (1967 – z Henrykiem Sokalskim), Polish and American English consonant phonemes. A contrastive study (1977), Conference interpreting. Some linguistic and communicative problems (1980), współautorem telewizyjnych kursów języka angielskiego (Slim John (1972), Living in London (1980), Welcome to English (1983) oraz podręcznika English at home. Samouczek języka angielskiego dla początkujących (1994 – z Zofią Jancewicz) i rozmówek Survival Polish. Useful phrases and conversations (1990 – z Aliną Wójcik).
Został odznaczony Srebrnym (1975) i Złotym (1981) Krzyżem Zasługi.
Pochowany na cmentarzu komunalnym Północnym w Warszawie.
Syn Kazimierza i Władysławy. Ojciec historyka Michała Kopczyńskiego.